# Mothermania
Mothermania (sottotitolato The Best of the Mothers) è una compilation dei The Mothers of Invention, gruppo guidato da  Frank Zappa, pubblicato nel 1969. Contiene tracce, scelte personalmente da Zappa, precedentemente pubblicate sui primi tre dischi del gruppo: Freak Out!, Absolutely Free e We're Only in It for the Money. Alcune canzoni, però, vennero remixate in versione inedita e appaiono esclusivamente su questo album.
Essendo stato ristampato in versione CD soltanto nel 2012, per anni questo disco è stato particolarmente desiderato dai collezionisti.

## Il disco
Quando il contratto che legava i Mothers of Invention alla MGM e alla Verve Records cessò di esistere, Frank Zappa e Herb Cohen negoziarono di formare l'etichetta discografica semi-indipendente Bizarre Records, che avrebbe avuto tre uscite su etichetta Verve distribuite dalla MGM: un nuovo album dei Mothers of Invention, Cruising with Ruben & the Jets, la compilation Mothermania, e un album di Sandy Hurvitz, Sandy's Album is Here at Last. Mothermania venne approntata per recuperare i soldi che la Verve diceva di aver perso finanziando album dei Mothers quali Freak Out!, Absolutely Free e We're Only in It for the Money. Frank Zappa preparò i nastri per la pubblicazione, remixando e mettendo in sequenza le tracce sul disco, supervisionando inoltre anche la grafica di copertina. La compilation è particolare nella discografia di Zappa in quanto contiene missaggi unici delle canzoni incluse, come la versione integrale "non censurata" di Mother People, e un missaggio radicalmente differente di The Idiot Bastard Son.

## Tracce
Lato A
1. Brown Shoes Don't Make It - 7:26
2. Mother People - 1:41
3. Duke of Prunes - 5:09
4. Call Any Vegetable - 4:31
5. The Idiot Bastard Son - 2:26

Lato B
1. It Can't Happen Here - 3:13
2. You're Probably Wondering Why I'm Here - 3:37
3. Who Are the Brain Police - 3:22
4. Plastic People - 3:40
5. Hungry Freaks, Daddy - 3:27
6. America Drinks and Goes Home - 2:43

## Formazione
- Frank Zappa - chitarra, sintetizzatore, voce, produzione e missaggio
- Jimmy Carl Black - percussioni, batteria
- Roy Estrada - basso, voce
- Bunk Gardner - fiati
- Don Preston - basso, sintetizzatore
- Euclid James "Motorhead" Sherwood - chitarra, voce, fiati
- Arthur Tripp - batteria, marimba
- Ian Underwood - tastiere

## Classifiche
| Classifica (2021) | Posizione massima |
| ----------------- | ----------------- |
| Grecia            | 55                |